# Fuji Television Gallery
Fuji Television Gallery a été la première galerie à introduire l'art contemporain au Japon. La galerie a introduit de nombreux artistes occidentaux au Japon. La méthode utilisée est une association avec un musée le Hakone Open Air Museum . 
La personnalité de Nobutaka Shikanai fondateur de Fujisankei Communications Group, et son goût pour l'art contemporain a permis de mettre en place ce projet.